# Llinda de Cal Fonseca
La Llinda de Cal Fonseca és una obra de Collsuspina (Moianès) inclosa a l'Inventari del Patrimoni Arquitectònic de Catalunya.

## Descripció
Llinda situada damunt del portal d'entrada de Cal Fonseca. És de grans proporcions: 2,5 mts. d'allargada per 50 cm d'alçada. La poca profunditat de la inscripció i l'erosió la fan quasi il·legible si bé la podem transcriure-la: "JPH 1849 CX".

## Història
L'edificació de dita casa es donà 8 anys després que Collsuspina s'independitzà de Tona formant un municipi propi.